# Dalceridae
Dalceridae (лат.) — семейство бабочек из надсемейства Zygaenoidea. Неотропика. Более 80 видов.

## Распространение
Южная и Центральная Америка.

## Описание
Среднего и мелкого размера бабочки с широкими и округлёнными крыльями, брюшко толстое и волосатое. Жёлтые, белые, оранжевые, реже коричневые. Близки к семействам Limacodidae и Megalopygidae (в состав которых ранее включались в качестве подсемейства Dalcerinae), отличаясь, в том числе, и их желевидными гусеницами (например, Acraga coa).
Таксон был впервые выделен в 1898 году американским энтомологом Харрисоном Г. Диаром (Harrison Gray Dyar, 1866—1929).

## Систематика
Более 80 видов и около 20 родов.
- Acraga
  - Acraga coa
- Acragopsis
- Anacraga
- Ca
- Dalargentina
- Dalcera
- Dalcerides
- Dalcerina
- Epipinconia
- Minacraga
- Minacragides
- Minonoa
- Oroya
  - Oroya aurora
- Paracraga
- Pinconia
- Protocraga
- Zadalcera
- Zikanyrops